# Богодухновенность

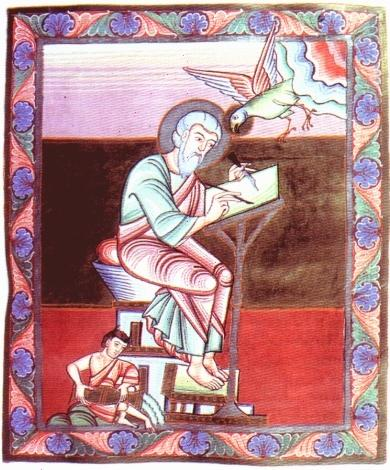
Евангелие Эммерам, Иоанн Богослов, пишущий Евангелие под воздействием Святого Духа, XI век

Богодухновенность, боговдохновенность (от греч. θεόπνευστος — боговдохновенный; лат. inspiratio — вдохновение) — христианская доктрина, понятие христианского вероучения, воздействие Святого Духа на провозвестника Божественного откровения, которое руководит им в понимании и передаче последнего; воздействие на автора или редактора канонических писаний Святого Духа как на посредника при передаче людям Божественного откровения; в результате эти писания рассматриваются не в качестве результата личного творчества записавшего их человека, а в некотором смысле как слово Бога. Богодухновенность определяет Божественный авторитет Библии. Категории богодухновенности и безошибочности происходят из традиционного христианского богословия, но аналогичных представлений относительно своих писаний придерживается большинство ортодоксальных и консервативных иудеев.
Священные писания рассматриваются не в качестве результата личного творчества записавшего их человека, а как слово Бога. Оба аспекта понятия богодухновенности тесно связана друг с другом, из первого вытекает второй: поскольку провозвестник откровения есть орудие действующего посредством его Святого Духа, то проповедь такого человека, как устная, так и преданная письменно в равной мере является Словом Божьим. Богодухновенность понимается верующими как объективная реальность: священные писания представляют собой подлинное сообщение Бога; Первый Ватиканский собор (1868-1870) сформулировал, что «их автором является Бог». 
Богословским следствием богодухновенности считается безошибочность писания, являющееся более частным понятием: утверждается, что писания сверхъестественным образом были защищены от ошибок, и поэтому заслуживают полного доверия и обладают уникальным авторитетом.
Ещё в святоотеческий период истории христианства были сформулированы тезисы: Бог является единственным источником Откровения, автором Библии в собственном смысле; записавшие священные книги, пророки и апостолы, есть лишь орудия, инструменты в руках Бога, записавшие писания под диктовку Святого Духа; авторство Бога гарантирует безошибочность Библии; богодухновенным является каждое слово Библии.
В некотором роде итог католических богословских теорий богодухновенности был подведён Вторым Ватиканским собором, догматическая конституция которого «О Божественном Откровении» (Dei Verbum) представляет собой возврат к декларативному принципу. В ней обозначены границы понимания богодухновенности в качестве богооткровенной истины Библии, которая устанавливает священный и канонический статус книг Священного писания. Конституция рассматривает Библию как безошибочную в сфере спасения, Бог именуется автором Священного писания, а священнописатели Библии рассматриваются как настоящие, богодухновенные авторы, обладавшие собственными способностями и силами (DV 11). 
Трудным является теологический вопрос о богодухновенности за пределами Писания, о возможности пророчеств в послебиблейскую эпоху. Тем не менее, труды отцов Церкви считаются несомненно авторитетными, но не ставятся на один уровень со Священным Писанием как богодухновенные. Однако утверждение положений христианского вероучения, догматов на Вселенских соборах при провозглашении отцами соборной формулы «изволилось Духу Святому и нам» признаётся в качестве выражения Божественного откровения, благодаря чему рассматривается с позиции богодухновенности. Богословие не выработало общепризнанного определения Священного Предания. К возможности получения пророчеств по завершению формирования библейского канона Христианская церковь в течение своей истории относилась настороженно, поскольку, начиная с монтанизма эта тема особенно интересовала еретическую среду. Фактически проблема перерастает в догматический вопрос о возможностях получения Откровения на исторических путях Церкви. Применение термина богодухновенности для послебиблейского периода нехарактерно, и библейская эпоха понимается в качестве особого, неповторимого, богодухновенного периода получения и записи откровения. 
Эти представления распространялись и на душеполезную литературу в целом. Тексты (как письменные, так и устные) сопровождают верующего христианина на протяжении всей жизни. Установления его жизни связаны с правилами отцов Церкви, толкованиями, дидактическими поучениями и гимнами. Особое место занимает почитание памяти святых, предполагающее обширный круг текстов. Важнейший принцип средневековой культуры «imitatio» (подражание, уподобление) предполагал, что благодатные дары приобретаются на пути приобщения к образцам, в том числе словесным. Христианское миропонимание отводило языку роль посредника между человеком и высшей реальностью. Текст воспринимался как откровение, поскольку сообщал Божественные истины. Творческий акт не имел ценности сам по себе, являясь лишь повторением и раскрытием заранее данного. Автор воспринимался не как таковой, а как посредник. Подлинным творцом произведения считался Господь. Однако посредник должен был обладать необходимыми навыками и знаниями для выполнения своей посреднической роли. Писатель не сочинял, а сообщал миру трансцендентные божественные истины, которые открылись ему в награду за смирение и благочестие.
Извлечь из произведения духовную пользу можно было только при достоверном изложении событий — проявлений Божьего промысла. Большинство повествовательных текстов отмечено установкой на достоверность. Об этом свидетельствуют отсылки к летописям, поиски прецедентов, интерес к мнению очевидцев. Повествователь стремился опереться или на сведения участников событий, или на традицию, которая считалась достоверным источником. К примеру, житийная литература предполагала опору на свидетельства людей, лично знавших святого или располагавших сведениями, которые передавались из первых рук. Последующие исторические произведения изменяли и комбинировали первые, но редко создавали совершенно новое освещение событий. Опасаясь вымысла и лжи, писатели основывали свои произведения на документах, которыми они считали и всю предшествующую письменность.
Опора на традицию не была самоценностью, она определялась необходимостью обращения к святым образцам: Святому писанию и трудам отцов церкви. Нынешние повести были лишь отражением повестей древних. Причина заключалась в том, что самовыражение считалось греховным: по выражению Кирилла Туровского (XII век), «в души бо грешьне ни дело добро, ни слово пользьно ражаеться» (в грешной душе не рождаются ни доброе дело, ни полезное слово). История и вечность не предполагали вымысла, художественной фикции. Так, в 1073 году составители «Изборника Святослава» предостерегали от иноземных мирских сочинений, основанных на художественном воображении.